# Ruisseau d'Orluc

Le ruisseau d'Orluc est un ruisseau français du département de la Corrèze, affluent rive gauche de la Vézère et sous-affluent de la Dordogne.

## Géographie
Le ruisseau d'Orluc est connu selon le Sandre, comme un seul cours d'eau qui prend d'abord naissance sous ce nom à près de 900 mètres d'altitude, au lieu-dit la Font Claire sur la commune de Bonnefond. 
Sur environ quatre kilomètres, il sert de limite entre les communes de Bonnefond et Pérols-sur-Vézère, puis entre cette dernière et Bugeat. Il continue sous le nom de ruisseau des Rochers et rejoint la Vézère en rive gauche à 668 mètres d'altitude, au nord-ouest du lieu-dit Vezou et cinq cents mètres au sud-ouest du bourg de Bugeat.
L'ensemble ruisseau d'Orluc - ruisseau des Rochers mesure 13,1 kilomètres de long. La totalité de son parcours s'effectue sur le territoire du parc naturel régional de Millevaches en Limousin.

### Affluents
Le ruisseau d'Orluc comporte trois courts affluents répertoriés par le Sandre.

### Communes et cantons traversés
Les trois communes traversées : Bonnefond, Pérols-sur-Vézère et Bugeat,  se situent toutes dans le canton de Bugeat.